# Geoff Marsh
Geoffrey John Marsh – australijski zapaśnik walczący w stylu wolnym. Zajął piętnaste miejsce na mistrzostwach świata w 1987. Srebrny medalista igrzysk wspólnoty narodów w 1986. Mistrz Oceanii w 1986. Piąty w Pucharze Świata w 1986 roku.